# Hannes Alfvén
Hannes Olof Gösta Alfvén (Norrköping, 30 de mayo de 1908-Estocolmo, 2 de abril de 1995) fue un físico sueco, se licenció en Upsala en 1926 y obtuvo el doctorado como especialista en física de plasmas por la Universidad de Upsala en 1935.
Fue uno de los fundadores de la magnetohidrodinámica de la que ofreció un tratamiento completo. Comenzó su trabajo como investigador en la Universidad de Upsala, pasando en 1937 al Instituto Nobel de Física (ahora Laboratorio de Manne Siegbahn) en Estocolmo, y desde 1940 a 1967 fue profesor del Instituto Real de Tecnología de la misma ciudad.
Descubrió las ondas de Alfvén, ondas transversales que se generan en un plasma situado dentro de un campo magnético.
Fue catedrático de electrónica y plasma físico en la Universidad de Estocolmo, además de miembro de la Academia de Ciencias y del Consejo Científico de Suecia. Por desavenencias con su gobierno se desplazó en 1969 a la Universidad California San Diego donde trabajó como profesor visitante.
Recibió el Premio Nobel de Física en 1970 por sus trabajos fundamentales y descubrimientos en magnetohidrodinámica con aplicaciones fructíferas en diferentes partes de la física de plasma.
Antes de ir a los Estados Unidos, le ofrecieron una cátedra en la Unión Soviética, disfrutando una estancia de dos meses en la URSS. Luego se trasladó a los Estados Unidos, y alternó su tiempo entre Suecia y EE. UU.[cita requerida]

## Obra
Listado completo de sus publicaciones en este enlace:

### Algunas publicaciones
- Electrodinámica cósmica (1948)
- Origen del Sistema Solar (1956)
- Mundos-Antimundos (1963)
- Principios de Cósmica (1965)

#### Artículos
- On the cosmogony of the solar system I (1942) | Part II | Part III
- Interplanetary Magnetic Field (1958)
- On the Origin of Cosmic Magnetic Fields (1961)
- On the Filamentary Structure of the Solar Corona (1963)
- Currents in the Solar Atmosphere and a Theory of Solar Flares (1967)
- On the Importance of Electric Fields in the Magnetosphere and Interplanetary Space (1967)
- Jet Streams in Space  (1970)
- Evolution of the Solar System (1976) with Gustaf Arrhenius (NASA book)
- Double radio sources and the new approach to cosmical plasma physics (1978) (PDF)
- Interstellar clouds and the formation of stars with Per Carlqvist (1978) (PDF)
- Energy source of the solar wind with Per Carlqvist (1980) (PDF) A direct transfer of energy from photospheric activity to the solar wind by means of electric currents is discussed.
- Electromagnetic Effects and the Structure of the Saturnian Rings (1981) (PDF)
- A three-ring circuit model of the magnetosphere with Whipple, E. C. and Jr.; McIlwain (1981) (PDF)
- The Voyager 1/Saturn encounter and the cosmogonic shadow effect (1981) (PDF)
- Origin, evolution and present structure of the asteroid region (1983) (PDF)
- On hierarchical cosmology (1983) (PDF) Progress in lab studies of plasmas and on their methods of transferring the results to cosmic conditions.
- Solar system history as recorded in the Saturnian ring structure (1983) (PDF)
- Cosmology - Myth or science? (1984) (PDF)
- Cosmogony as an extrapolation of magnetospheric research (1984) (PDF)